# Região Metropolitana de Chicago
A Região Metropolitana de Chicago, também conhecida como Grande Chicago com 9.573.629 habitantes, é a terceira região metropolitana mais populosa dos Estados Unidos atrás de Nova Iorque e Los Angeles.
Os principais municípios são Chicago, Aurora, Gary e Naperville sendo apenas Gary, no estado de Indiana.
É a área que está intimamente ligado à cidade através sociais, econômicos e culturais. Existem várias definições da área, as duas mais comuns são a área sob a jurisdição da Região Metropolitana de Chicago Agência de Planejamento (a organização de planejamento metropolitano), e da área definida pelos Estados Unidos Escritório de Gestão e Orçamento (OMB) como o Chicago-Joliet, Naperville, IL-IN-WI Área Metropolitana de Estatística (MSA).